# 南宕渠郡
南宕渠郡，中国南朝宋設置的郡。
李雄之亂後，巴境荒廢，劉宋於巴西郡安漢縣地（今四川省南充市）置南宕渠郡，屬梁州，治漢安，下領漢安、宕渠、宣漢、宋康4縣。齊、梁、西魏、北周因之。隋開皇三年（583年）廢郡。